# Campanula sciathia
Campanula sciathia är en klockväxtart som beskrevs av Demetrius Phitos. Campanula sciathia ingår i släktet blåklockor, och familjen klockväxter. Inga underarter finns listade i Catalogue of Life.